# Duzou
Le Duzou est une  rivière du sud-ouest de la France, affluent du Dourdou de Conques sous-affluent de la Garonne par le Lot.

## Géographie
De 10,5 km de longueur, le Duzou prend sa source dans le département de l'Aveyron commune de Pruines et se jette dans le Dourdou de Conques sur la commune de Saint-Cyprien-sur-Dourdou en rive droite.

### Départements et communes traversés
- Aveyron : Saint-Cyprien-sur-Dourdou, Pruines, Nauviale